# Deutsch-österreichisches Amts- und Rechtshilfeabkommen
Das Deutsch-österreichische Amts- und Rechtshilfeabkommen (Offiziell: Vertrag zwischen der Bundesrepublik Deutschland und der Republik Österreich über Amts- und Rechtshilfe in Verwaltungssachen) ist ein 1988 unterzeichneter Vertrag zwischen der Bundesrepublik Deutschland und Republik Österreich. Es trat 1990 in Kraft und regelt die Zusammenarbeit der Behörden beider Staaten. Abweichend vom Rahmenbeschluss des Europäischen Rates von 2005 (Rahmenbeschluss 2005/214/JI des Rates vom 24. Februar 2005 über die Anwendung des Grundsatzes der gegenseitigen Anerkennung von Geldstrafen und Geldbußen), der eine europaweite Vollstreckung von Geldsanktionen ab 70 Euro vorsieht, können unter anderem Geldbußen bzw. Geldstrafen ab 25 Euro in einem Vertragsstaat vollstreckt werden.